# Adolfo Suárez Madrid-Barajas repülőtér
Az Adolfo Suárez Madrid-Barajas nemzetközi repülőtér Madrid nemzetközi repülőtere. (IATA: MAD, ICAO: LEMD) Spanyolország, az Ibériai-félsziget és Dél-Európa legfontosabb és Európa 5. legforgalmasabb belföldi és külföldi repülőtere. A repülőteret az Aena (Aeropuertos Españoles y Navegación Aérea – Spanyol Repülőterek és Légiforgalmi Irányítás) üzemelteti.

## Jelentősége
Európa egyik legfontosabb légikikötője. Ma Ibéria kapuja a Föld többi része, főként Latin-Amerika felé. 2006-ban több mint 45 millió utast szolgált ki; a világon a 13., Európában az 5. az utasok száma alapján. A jelenlegi adatok alapján az Iberia a Barajas forgalmának 60%-át adja. A Madrid-Barcelona útvonal 2006-ban a világ legforgalmasabbja volt.

## Fekvése
A városközponttól 12 kilométerre északkeletre, Barajas – Madrid 21. kerülete – mellett, a Jarama folyó völgyében fekszik.

A Barajas repülőtér diagramja

## Története
| Év   | Utasok száma | Év   | Utasok száma | Év   | Utasok száma |
| ---- | ------------ | ---- | ------------ | ---- | ------------ |
| 1960 | 906 170      | 1994 | 18 416 510   | 2001 | 34 002 411   |
| 1970 | 4 158 212    | 1995 | 19 964 997   | 2002 | 33 915 302   |
| 1980 | 10 166 638   | 1996 | 21 865 051   | 2003 | 35 855 861   |
| 1990 | 16 037 585   | 1997 | 23 634 113   | 2004 | 38 718 614   |
| 1991 | 16 107 840   | 1998 | 25 506 395   | 2005 | 42 146 784   |
| 1992 | 18 069 004   | 1999 | 27 545 020   | 2006 | 45 799 983   |
| 1993 | 17 301 558   | 2000 | 32 829 182   | 2007 |              |

1928-ban a spanyol kormány egy légiközlekedési hálózat kialakítását indítványozta Spanyolországban, melynek központja Madrid lett volna. Hogy ennek eleget tegyenek, a fővárosnak új nemzetközi repülőtérre lett volna szüksége a getafei és a carabancheli helyett. A lehetséges helyszínek közül egy körülbelül 330 hektár területű sivár műveletlen földterületet választottak ki Barajas falutól nem messze. Ezt a helyet azért választották, mivel a terület mellett haladt el a franciaországi autópálya és a környéken nem voltak akadályok illetve lakott területek. A repülőtér épületeit az építész, Luis Gutiérrez Soto és a mérnök, Marqués de los Álamos tervezte.
A repülőteret a forgalomnak 1931. április 22-én nyitották meg. Az 1933-as év végén a Líneas Aéreas Postales Españolas (röviden Lape) kereskedelmi járatokat indított Barcelonába. Még az 1930-as években elindultak innen az első nemzetközi járatok is.

## Terminálok
Az 1-es, 2-es és 3-as Terminálok szomszédosak és közvetlen összeköttetésben állnak egymással. Ezek a Terminálok a SkyTeam és a Star Alliance, valamint az Air Europa központjai. A 4-es Terminál az Iberia és leányvállalata, az Air Nostrum, valamint a Oneworld többi légitársaságának központja. Az első három Terminál beszállókapujainak számozása folytatólagos (A1-től E89-ig), de a 4-es Terminálban különállóak.

### 1-es Terminál
- Aer Lingus (Cork, Dublin)

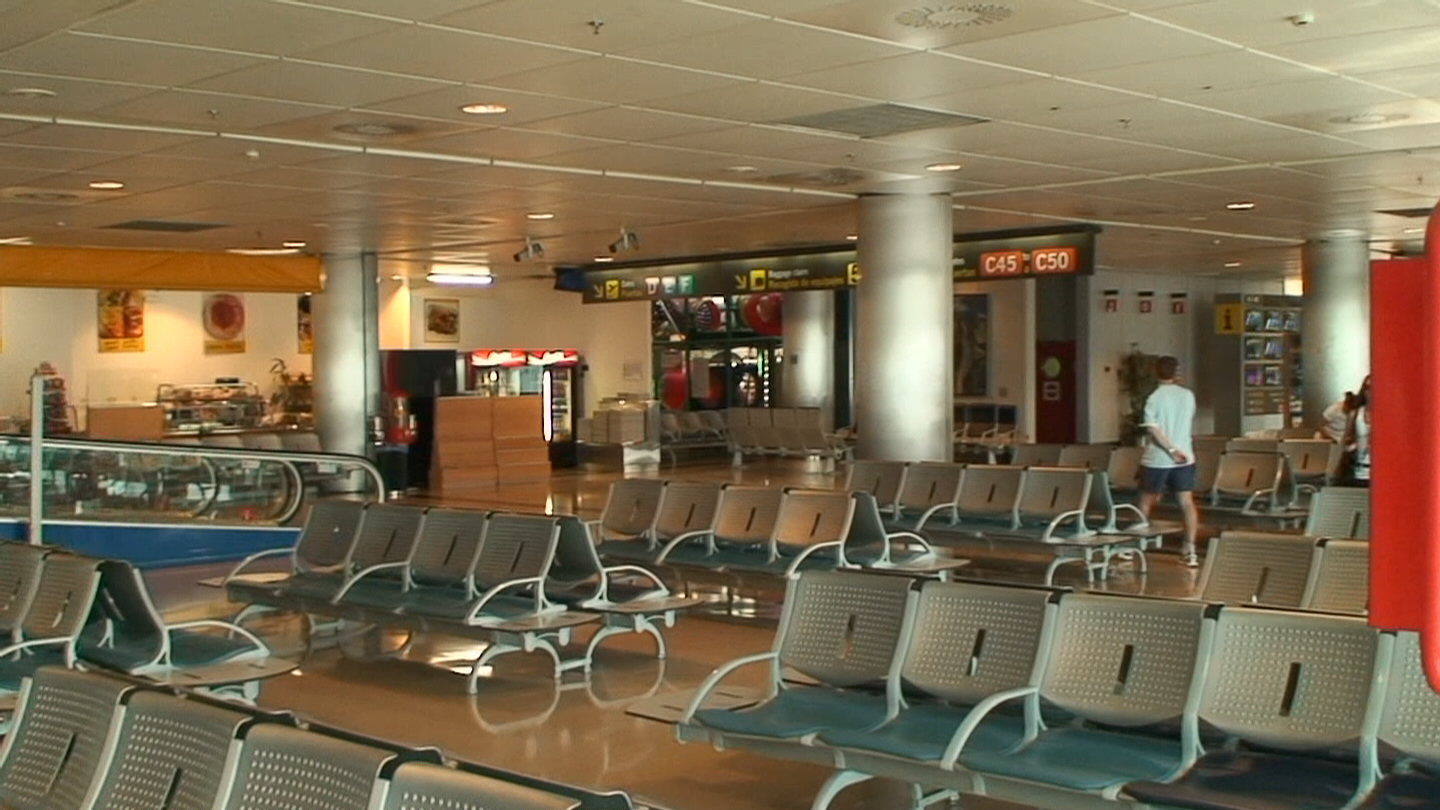
Az 1-es Terminál belülről

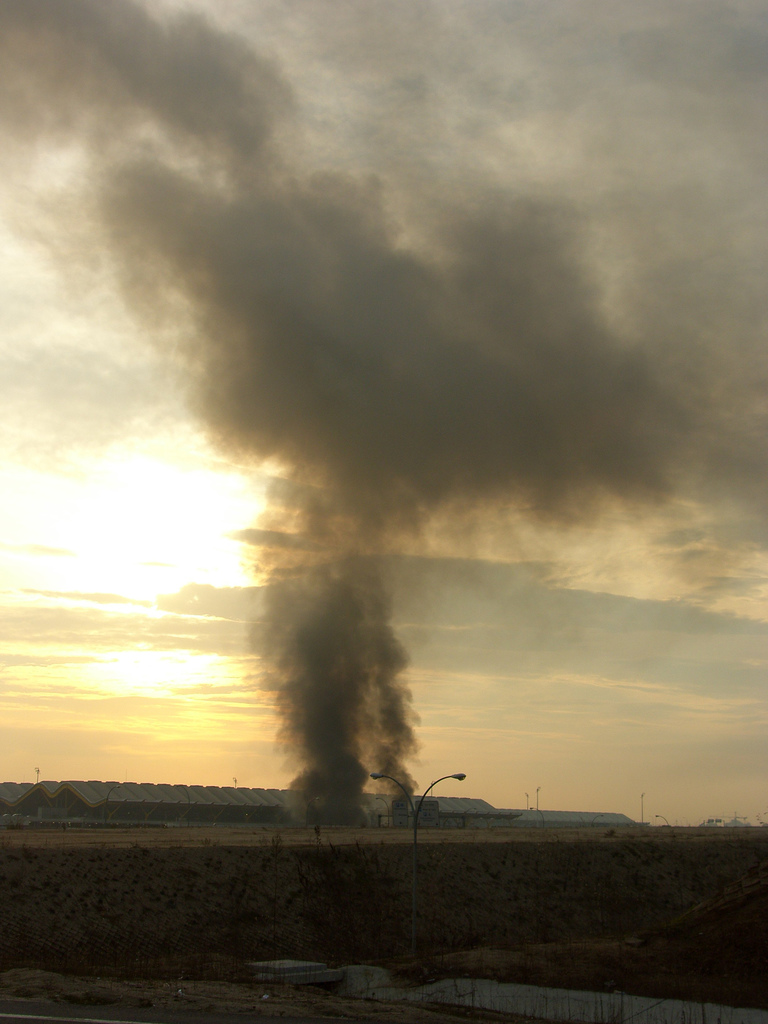
Az ETA bombatámadása a repülőtér ellen (2006-12-30)

- Aerolíneas Argentinas (Buenos Aires)
- Aeroméxico (Mexikóváros, Monterrey)
- Aerosur (Santa Cruz de la Sierra)
- Air China (Peking)
- Air Europa (Agadir [időszakos], Budapest, Buenos Aires, Cancún, Caracas, Dakar, Havanna, Krakkó, Marrakesh, Prága, Punta Cana, Rio de Janeiro, Salvador Bahia, Santo Domingo, Tunisz, Varsó)
- Air France (Párizs-Charles de Gaulle)
  - Air France a Brit Air üzemeltetésével (Lyon)
  - Air France a Cityjet üzemeltetésével (London-City)
  - Air France a HOP! üzemeltetésével (Toulouse)
- Air Italy (Verona)
- Air Malta (Málta [időszakos])
- Air Transat [időszakos] (Montréal, Toronto-Pearson)
- Austrian Airlines (Bécs)
- Blue Air (Bukarest)
- Bravo Airlines (Kinshasa)
- Bulgaria Air (Szófia)
- Condor Airlines (München)
- Cubana de Aviación (Havanna, Santiago de Compostela)
- Delta Air Lines (Atlanta, New York-JFK)
- easyJet (Asturias, Basel, Berlin-Schönefeld, Bristol, Bukarest [2007 októberétől], Casablanca, Edinburgh, Genf, La Coruña, Liverpool, London-Gatwick, London-Luton, Lyon, Marrakesh, Milánó-Malpensa, Palma de Mallorca, Párizs-Orly, Róma-Ciampino, Toulouse)
- Germanwings (Köln/Bonn, Stuttgart)
- Icelandair (Reykjavik-Keflavik [időszakos])
- Iran Air (Teherán-Mehrabad)
- ITA Airways (Róma-Fiumicino)
- KLM (Amszterdam)
- Korean Air (Szöul-Incheon [időszakos])
- LOT (Varsó)
- Lufthansa (Düsseldorf, Frankfurt, Hamburg, München)
- Meridiana (Firenze, Palermo)
- MyAir (Milánó-Bergamo, Velence)
- Norwegian (Oslo)
- Qatar Airways (Doha)
- Ryanair (Billund, Bournemouth, Brüsszel, Budapest, Dublin, East Midlands, Eindhoven, Faro, Göteborg, Malmö, Marseille, Oslo-Torp, Párizs-Beauvais, Porto, Róma-Ciampino, Shannon)
- Santa Barbara Airlines (Caracas)
- Saudi Arabian Airlines (Dzsidda, Rijád)
- Scandinavian Airlines System (Koppenhága, Oslo)
- Smart Wings (Prága)
- Swiss International Air Lines (Zürich)
- TACV (Sal)
- Thai Airways International (Bangkok-Suvarnabhumi)
- Transavia (Amszterdam)
- Tunisair (Tunisz)
- Wizz Air (Budapest)

### 2-es Terminál
- Air Europa (Athén [időszakos], Barcelona, Bécs [időszakos], Edinburgh [időszakos], Fuerteventura, Gran Canaria, Ibiza, Lanzarote, La Palma, Malaga, Menorca, Milánó-Malpensa, Palma de Mallorca, Párizs-Orly, Róma-Fiumicino, Tenerife-Észak, Tenerife-Dél, Velence [időszakos], Vigo)
- TAP Portugal (Lisszabon, Madeira)

### 3-as Terminál

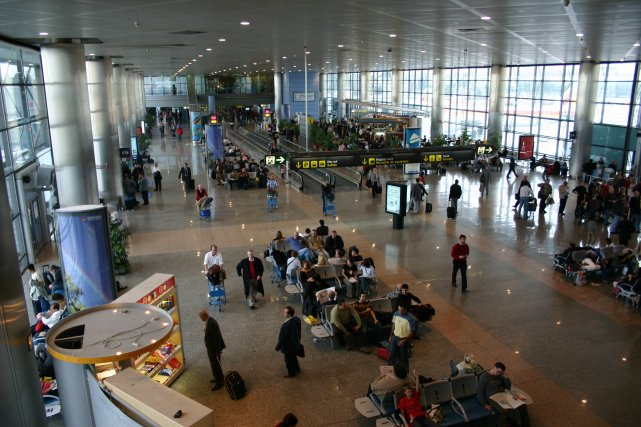
A 3-as Terminál belülről

- Lagun Air (León)

### 4-es Terminál

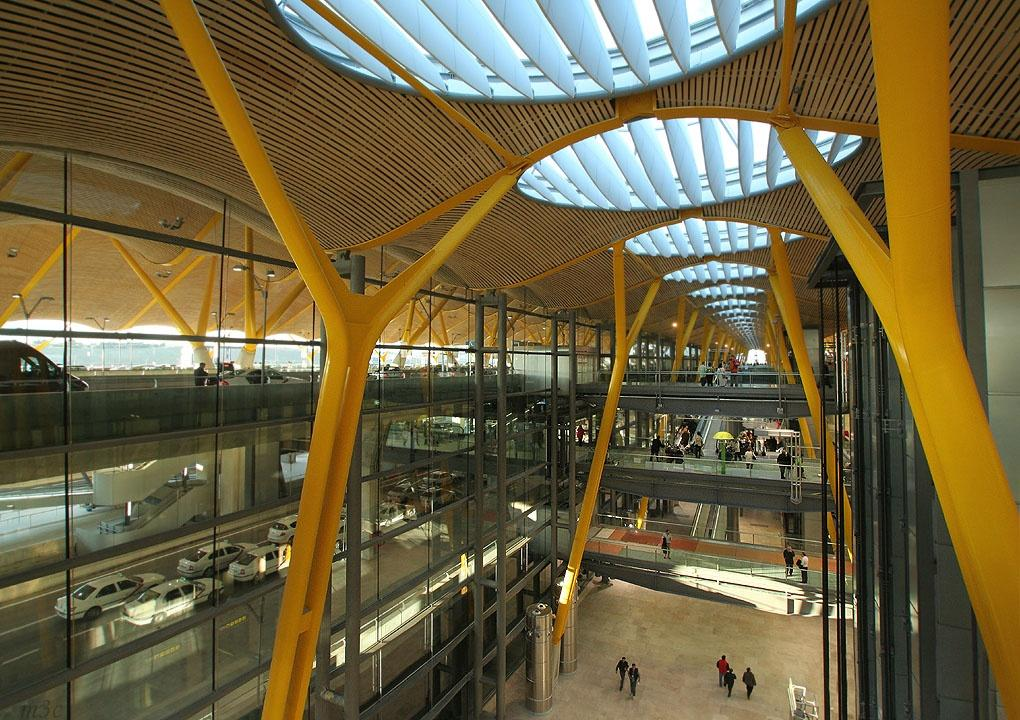
A 4-es Terminál belülről.

A repülőtér 4-es számú terminálját 7,4 milliárd amerikai dollárból építették fel. A forgalomnak 2006. február 5-én átadott futurisztikus épületet Antonio Lamela és Richard Rogers tervezte, amiért 2006-ban Stirling-díjat kaptak. A terminál két különálló, egymástól 2 kilométerre fekvő épületből áll. A két részt az automata személyszállító, az APM köti össze, ami óránként átlagban 13 000 utast szállít.
A T4 jelzést viselő főépületről főként belföldi és európai járatok indulnak. Területe több mint 450 000 négyzetméter és évente 20 millió utas befogadására alkalmas. A 250 000 négyzetméter alapterületű T4S részről hosszútávú és néhány európai járat üzemel. Az épület évi 15 millió ember kiszolgálására készült. Együtt a két rész elektronikus rendszere óránként 16 500 csomagot követ nyomon.
A 4-es Terminál az Iberia (légitársaság) és a oneworld taglégitársaságainak, bázisaként szolgál.
A terminálról a következő légitársaságok repülnek:
- Aeroflot (Moszkva-Seremetyjevó)
- Air Algérie (Algír)
- American Airlines (Miami)
- Avianca (Bogotá, Cali)
- British Airways (London-Gatwick, London-Heathrow)
  - British Airways a BA CityFlyer üzemeltetésével (London-City)
  - British Airways a GB Airways üzemeltetésével (Gibraltár)
- Brussels Airlines (Brüsszel)
- Czech Airlines (Prága)
- EgyptAir (Kairó, Luxor)
- El Al (Tel-Aviv)
- Finnair (Helsinki)
- Iberia és az Air Nostrum (Algír, Alicante, Almería, Amszterdam, Asturias, Athén, Bajadoz, Barcelona, Berlin-Tegel, Belgrád, Bécs, Bilbao, Bogotá, Bologna, Bordeaux, Boston, Brüsszel, Bukarest, Buenos Aires, Cagliari [időszakos], Cancún, Caracas, Casablanca, Catania [időszakos], Chicago-O'Hare, Dakar, Dublin, Düsszeldorf, Frankfurt, Fuerteventura, Genf, Gibraltár, Granda, Genova [2007 októberétől], Gran Canaria, Guatemalaváros, Guayaquil, Havanna, Ibiza, Isztambul-Atatürk, Jerez de la Frontera, Johannesburg, Kairó, Koppenhága, La Coruña, Lagos, La Rioja, Lanzarote, León, Lima, Lisszabon, London-Heathrow, Lyon, Malabo, Malaga, Marrakesh, Marseille, Melilla, Menorca, Mexikóváros, Miami, Milánó-Linate, Milánó-Malpensa, Montevideo, Moszkva-Domodedovo, München, Murcia, Nantes, Nápoly, New York-JFK, Nizza, Olbia [időszakos], Oporto, Palma de Mallorca, Pamplona, Panamaváros, Párizs-Charles de Gaulle, Párizs-Orly, Prága [2007 októberétől], Pisa, Quito, Rio de Janeiro, Róma-Fiumicino, San Jose [Costa Rica], San Juan, Santo Domingo, Santiago de Chile, Santiago de Compostela, San Sebastian, Santa Cruz de la Palma, Santander, Sao Paulo-Guarulhos, Sevilla, Stockholm-Arlanda, Szentpétervár, Strasbourg, Tanger, Tel-Aviv, Tenerife-Észak, Tenerife-Dél, Toulouse, Torinó, Valencia, Varsó [2007 októberétől], Velence, Vigo, Vitoria, Washington-Dulles, Zaragoza, Zürich)
- LAN Airlines (Frankfurt, Santiago)
  - LAN Ecuador (Guayaquil)
  - LAN Peru (Lima [2007 augusztusától])
- Luxair (Luxemburg)
- Rossiya (Szentpétervár)
- Royal Air Maroc (Casablanca)
  - Atlas Blue (Marrakesh)
- Royal Jordanian (Ammán)
- Syrian Arab Airlines (Damaszkusz)
- TAROM (Bukarest, Kolozsvár)
- Turkish Airlines (Isztambul-Atatürk)
- Ukraine International Airlines (Kijev, Lviv)
- Vueling Airlines (Amszterdam, Athén, Barcelona, Ibiza, Lisszabon, Malaga, Menorca, Milánó-Malpensa, Nizza [2007 októberétől], Palma de Mallorca, Párizs-Charles de Gaulle, Pisa, Róma-Fiumicino, Santiago de Compostela, Velence)

## Forgalom
Az utasforgalom az elmúlt években az alábbi módon változott:
| Utasok száma | 32 893 190 | 33 913 456 | 42 146 784 | 52 110 787 | 49 866 113 | 45 190 528 | 46 824 838 | 53 400 844 | 17 112 389 | 50 633 652 |
|              | 2000       | 2002       | 2005       | 2007       | 2010       | 2012       | 2015       | 2017       | 2020       | 2022       |